# オストラヴァ
オストラヴァ（Ostrava [ˈostrava] ( 音声ファイル)）は、チェコ第3の都市。シレジア地方に位置する。ドイツ語ではオストラウ（Ostrau）。この都市で音楽家のレオシュ・ヤナーチェクが没した。

## 地勢・産業
オドラ川（独・オーデル川）とオストラヴィツェ川の合流点近くに位置している工業都市。かつては石炭の採掘で栄えたが、1990年代までにほぼ枯渇しており、現在は採掘されていない。しかし、チェコのEU加盟を契機としてモラヴィア地方への外国資本進出が進んでおり、ブルノ（チェコ第2の都市、モラヴィア地方最大）についで、オストラヴァに拠点を置こうとする外国資本も増加している。地勢上はポーランドとの国境に近く、約10km程度でポーランド国境に達する。近隣の都市としては、約80km南西のオロモウツ、70km北東のカトヴィツェ（ポーランド）などが挙げられる。

## 気候
| オストラヴァ（1991年 - 2020年）の気候 | オストラヴァ（1991年 - 2020年）の気候 | オストラヴァ（1991年 - 2020年）の気候 | オストラヴァ（1991年 - 2020年）の気候 | オストラヴァ（1991年 - 2020年）の気候 | オストラヴァ（1991年 - 2020年）の気候 | オストラヴァ（1991年 - 2020年）の気候 | オストラヴァ（1991年 - 2020年）の気候 | オストラヴァ（1991年 - 2020年）の気候 | オストラヴァ（1991年 - 2020年）の気候 | オストラヴァ（1991年 - 2020年）の気候 | オストラヴァ（1991年 - 2020年）の気候 | オストラヴァ（1991年 - 2020年）の気候 | オストラヴァ（1991年 - 2020年）の気候 |
| 月                                    | 1月                                   | 2月                                   | 3月                                   | 4月                                   | 5月                                   | 6月                                   | 7月                                   | 8月                                   | 9月                                   | 10月                                  | 11月                                  | 12月                                  | 年                                    |
| ------------------------------------- | ------------------------------------- | ------------------------------------- | ------------------------------------- | ------------------------------------- | ------------------------------------- | ------------------------------------- | ------------------------------------- | ------------------------------------- | ------------------------------------- | ------------------------------------- | ------------------------------------- | ------------------------------------- | ------------------------------------- |
| 最高気温記録 °C （°F）                | 14.2 (57.6)                           | 17.3 (63.1)                           | 22.8 (73)                             | 29.0 (84.2)                           | 31.9 (89.4)                           | 35.2 (95.4)                           | 36.7 (98.1)                           | 36.9 (98.4)                           | 33.7 (92.7)                           | 26.2 (79.2)                           | 22.5 (72.5)                           | 16.7 (62.1)                           | 36.9 (98.4)                           |
| 平均最高気温 °C （°F）                | 1.3 (34.3)                            | 3.6 (38.5)                            | 8.4 (47.1)                            | 14.9 (58.8)                           | 19.5 (67.1)                           | 23.2 (73.8)                           | 25.3 (77.5)                           | 25.3 (77.5)                           | 19.6 (67.3)                           | 13.8 (56.8)                           | 7.7 (45.9)                            | 2.4 (36.3)                            | 13.75 (56.74)                         |
| 日平均気温 °C （°F）                  | −1.2 (29.8)                           | 0.3 (32.5)                            | 4.1 (39.4)                            | 9.2 (48.6)                            | 13.8 (56.8)                           | 17.5 (63.5)                           | 19.4 (66.9)                           | 19.2 (66.6)                           | 14.4 (57.9)                           | 9.6 (49.3)                            | 4.8 (40.6)                            | 0.2 (32.4)                            | 9.28 (48.69)                          |
| 平均最低気温 °C （°F）                | −3.5 (25.7)                           | −2.9 (26.8)                           | −0.1 (31.8)                           | 3.6 (38.5)                            | 8.1 (46.6)                            | 11.9 (53.4)                           | 13.6 (56.5)                           | 13.2 (55.8)                           | 9.4 (48.9)                            | 5.6 (42.1)                            | 2.9 (37.2)                            | −1.9 (28.6)                           | 4.99 (40.99)                          |
| 最低気温記録 °C （°F）                | −29.3 (−20.7)                         | −24.7 (−12.5)                         | −21.9 (−7.4)                          | −7.8 (18)                             | −3.0 (26.6)                           | 1.2 (34.2)                            | 4.2 (39.6)                            | 3.8 (38.8)                            | −0.6 (30.9)                           | −7.6 (18.3)                           | −18.7 (−1.7)                          | −25.8 (−14.4)                         | −29.3 (−20.7)                         |
| 降水量 mm （inch）                    | 26.4 (1.039)                          | 25.9 (1.02)                           | 32.7 (1.287)                          | 43.8 (1.724)                          | 82.9 (3.264)                          | 93.0 (3.661)                          | 90.3 (3.555)                          | 69.7 (2.744)                          | 72.7 (2.862)                          | 52.8 (2.079)                          | 46.1 (1.815)                          | 30.8 (1.213)                          | 667.1 (26.263)                        |
| 平均降水日数 （≥1 mm）                | 6.8                                   | 7.0                                   | 7.8                                   | 8.0                                   | 10.6                                  | 10.7                                  | 10.7                                  | 9.0                                   | 9.1                                   | 8.2                                   | 7.9                                   | 7.3                                   | 103.1                                 |
| 出典：infoclimat.fr                   |                                       |                                       |                                       |                                       |                                       |                                       |                                       |                                       |                                       |                                       |                                       |                                       |                                       |

| 平均気温の推移                                                 |                                                                |
| -------------------------------------------------------------- | -------------------------------------------------------------- |
| 現在、技術上の問題で一時的にグラフが表示されなくなっています。 |                                                                |
|                                                                | 現在、技術上の問題で一時的にグラフが表示されなくなっています。 |

|  | 現在、技術上の問題で一時的にグラフが表示されなくなっています。 |

|  | 現在、技術上の問題で一時的にグラフが表示されなくなっています。 |

|  | 現在、技術上の問題で一時的にグラフが表示されなくなっています。 |

|  | 現在、技術上の問題で一時的にグラフが表示されなくなっています。 |

|  | 現在、技術上の問題で一時的にグラフが表示されなくなっています。 |

|  | 現在、技術上の問題で一時的にグラフが表示されなくなっています。 |

|  | 現在、技術上の問題で一時的にグラフが表示されなくなっています。 |

|  | 現在、技術上の問題で一時的にグラフが表示されなくなっています。 |

|  | 現在、技術上の問題で一時的にグラフが表示されなくなっています。 |

|  | 現在、技術上の問題で一時的にグラフが表示されなくなっています。 |

|  | 現在、技術上の問題で一時的にグラフが表示されなくなっています。 |

|  | 現在、技術上の問題で一時的にグラフが表示されなくなっています。 |

|  | 現在、技術上の問題で一時的にグラフが表示されなくなっています。 |

|  | 現在、技術上の問題で一時的にグラフが表示されなくなっています。 |

|  | 現在、技術上の問題で一時的にグラフが表示されなくなっています。 |

|  | 現在、技術上の問題で一時的にグラフが表示されなくなっています。 |

## 歴史
18世紀後半までは小村であったが、石炭が埋蔵されていることがわかると、急速に工業が発展していった。19世紀後半には、オーストリア帝国における鉄鋼生産の拠点の一つとなった。しかし、それゆえに第二次世界大戦では空爆の対象となり、街は荒廃した。

## 交通
- オストラヴァ市電

## 文化
この都市で、チェコを代表する音楽家であるレオシュ・ヤナーチェクが没した。彼の名をとったヤナーチェク・フィルハーモニー管弦楽団が、オストラヴァを拠点として活動を行っている。

## スポーツ
FCバニーク・オストラヴァが、オストラヴァを本拠地とするサッカークラブである。チェコを代表するFWであるミラン・バロシュは、このクラブからキャリアを開始させ、2001年にリヴァプールFCへと移籍した。
イワン・レンドル（Ivan Lendl, 1960年3月7日 - ）は、チェコスロバキア・オストラヴァ出身の元男子プロテニス選手。

## 姉妹都市
| - - ヴォルゴグラード、ロシア - - コヴェントリー、イギリス - - カトヴィツェ、ポーランド - - ドレスデン、ドイツ - - スプリト、クロアチア | - - ピレウス、ギリシャ - - コシツェ、スロヴァキア - - ミシュコルツ、ハンガリー - - ピッツバーグ、アメリカ合衆国 - - 瀋陽、中国 |